# Zvezda Moscou
Le Zvezda  - en russe Звезда - est un club de hockey sur glace de Moscou en Russie. Il évolue dans la VHL.

## Historique
Le club est créé en 2015 et évolue dans la VHL. Elle est basée à Tchekhov et joue dans le Palais des sports olympique de Tchekhov.
En 2018, le club déménage à Moscou et évolue depuis dans le Palais des sports de glace CSKA.

## Palmarès
- Aucun titre.